# Francesco Marchi
Francesco Marchi (Pescia, 24 settembre 1822 – 30 maggio 1871) è stato uno studioso di contabilità e ragioneria, riformatore del sistema della partita doppia.
Figlio di Giuseppe Marchi, orefice, rimase orfano del padre a quattordici anni e dovette impiegarsi come scrivano, poi come cassiere presso la Cartiera Magnani di Pescia.
Nel 1850, si dette alla libera professione di ragioniere, dopo aver compiuto studi da autodidatta in economia e in lingua inglese, francese e tedesca, per poter meglio conoscere le opere di Edmond Degranges e dei suoi seguaci.
Nel 1855, lasciò la libera professione e divenne amministratore nella Conceria Baldini di Pescia. Qui portò avanti l'applicazione pratica dei principi conosciuti e ne maturò la critica.
Nel 1867, dette alle stampe, presso la Tipografia FF Giachetti di Prato, la sua opera più famosa I Cinquecontisti, ovvero la ingannevole teoria che viene insegnata negli Istituti tecnici del Regno e fuori il Regno intorno al sistema di scritture a partita doppia e nuovo saggio per la facile intelligenza e applicazione di quel sistema, che lo fece conoscere in tutta Italia e oltre.
Nella prima parte dell'opera, egli demolisce le teorie contabili del Degranges, secondo cui la partita doppia consiste nel addebitare colui che riceve e accreditare colui che dà, e riformula la definizione in addebitare chi riceve un valore o chi di un valore diventa debitore e accreditare chi lo dà o chi ne viene creditore.
Altra opera da lui scritta fu Le scuole francesi ed italiane nell'insegnamento della contabilità, edito sempre da Giachetti, nel 1868.
Sposato e padre di undici figli, morì nemmeno cinquantenne. Le sue teorie hanno ispirato Giuseppe Cerboni, padre della logismografia.